# Horrea Piperataria
Los Horrea Piperataria, Horrea Piperiana u Horrea Piperatica son los nombres en latín con los que se denominaba a un complejo de almacenes (horrea: "hórreos", lit. "almacenes de pimienta") y bazares de la ciudad de Roma que funcionaban como centro especializado de almacenamiento y venta de pimienta y especias provenientes de Egipto y Arabia.
Los Horrea Piperataria, situados cerca del Foro Romano, fueron construidos por el emperador Domiciano (r. 81-96) sobre filas de tabernas y el pórtico de travertino al norte de la Vía Sacra, datados del reinado de Nerón (r. 54-68), y situados en los alrededores de la Domus Aurea.
Los horrea ardieron en 191, durante el reinado de Cómodo (r. 177-192), y después fueron reconstruidos, para volver a arder nuevamente en 284 bajo el emperador Carino (r. 282-285). Aprovechándose de su destrucción, Majencio (r. 306–312) construyó sobre sus ruinas la Basilica Nova (basílica de Majencio), que fue completada en 313 por Constantino (r. 306–337), la última basílica levantada en Roma en la colina que separa el Foro del Coliseo.

## Excavaciones
En 1899 se excavó la Vía Sacra por debajo de los niveles neronianos y se detectaron una serie de salas consecutivas al norte que continuaban hasta debajo de la basílica Nueva. La publicación de estas excavaciones y el artículo de Christian Hülsen publicado en 1901 atribuyeron este complejo de habitaciones a los hórreos Piperatarios, pero en las excavaciones de 1923 dirigidas por Miss Van Deman, se vio que la Vía Sacra era un camino recto flanqueado a ambos lados por dos grandes pórticos, de modo que la vía curva desvelada en 1899 era una vía preneroniana.
En 1935, dando continuidad a los interrogantes, las excavaciones se llevaron a cabo en la nave de la basílica, revelando más secciones de los Horrea Piperataria. El complejo parece haber seguido la planta típica, con naves paralelas, flanqueadas por bancos o cámaras de plano uniforme y abiertas. Seguía la orientación general del Templo de la Paz y, según el mapa de la Forma Urbis severiana, se extendía hasta el flanco oriental.
La zona ha sido objeto de nuevas excavaciones, que han permitido un conocimiento más profundo de las estructuras de los horrea que quedó bastante arrasada por la construcción posterior de la basílica de Majencio. En 2019, las excavaciones de arqueólogos de la Universidad de La Sapienza, en Roma, han permitido observar los diferentes niveles y un edificio de planta rectangular con un patio porticado y una especie de bañera en el centro, que estaba dividido en varias estancias que pudieron servir como almacenes de especias y donde Galeno, por sus propios escritos podría haber establecido en un lugar anexo, un supuesto laboratorio farmacológico, pues lo descubierto dataría de esa época.
La excavación nos permitió arrojar luz sobre la historia de los almacenes de especias donde Galeno abrió su tienda a mediados del siglo II d. C. - dice Russo - Estas estructuras fueron borradas pero no destruidas para la construcción de la basílica de Majencio, y que revelaron varias fases de construcción que se remontan en el tiempo, desde Septimio Severo hasta Adriano, llegando incluso a Nerón y Giulio-Claudia». Galen era un poco la deidad tutelar de la investigación que iba más allá. Las fuentes ya 'elogiaron' la horrea piperataria bajo la basílica de Majencio.
Que Galeno frecuentó esta zona queda atestiguado por sus propias palabras, ya que en sus textos, el médico habla de un distrito dedicado a las ciencias médicas situado en el Foro romano, a los pies del Palatino, donde compraba toda clase de productos para sus preparaciones farmacológicas. En el lugar se alzaba también una completa biblioteca y auditorios, donde Galeno impartió algunas clases magistrales. Pero que el edificio descubierto fuese "el" laboratorio de Galeno es harina de otro costal. Palombi afirma que sí se trata de un laboratorio farmacológico, y puesto que data de la época en la que Galeno vivió en Roma y como el famoso médico frecuentó la zona de los Horrea piperataria, tal como él mismo reconoce, es casi seguro que utilizase el lugar para elaborar sus preparaciones y llevar a cabo sus investigaciones.